# Franklin (hrabstwo Kewaunee)
Franklin – miasto w Stanach Zjednoczonych, w stanie Wisconsin, w hrabstwie Kewaunee.